# Slag bij Tabora

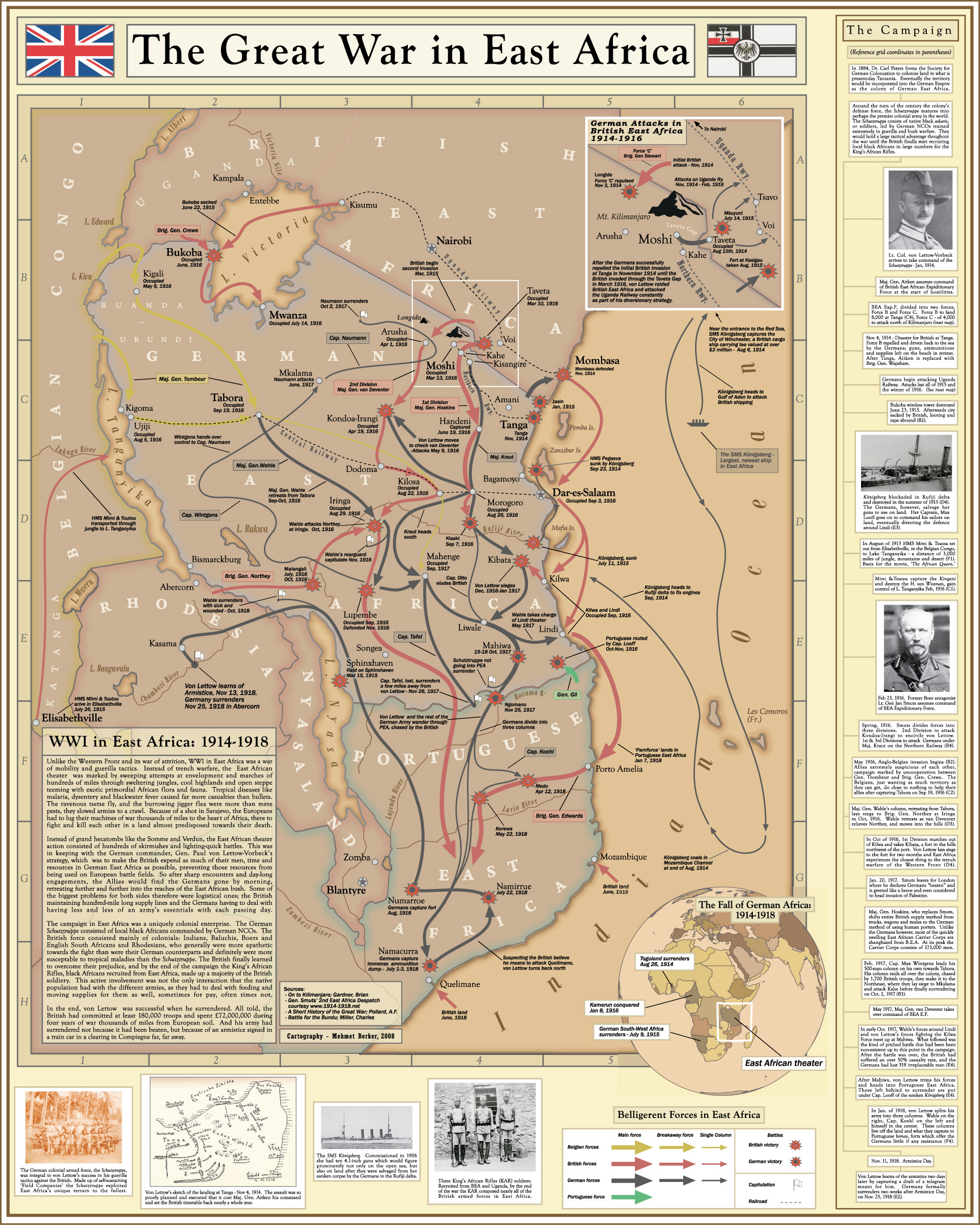
Kaart van de Oost-Afrikaanse Veldtocht.

In de Slag bij Tabora, van 8 tot 19 september 1916, versloeg de koloniale Force Publique onder de Belgische generaal Charles Tombeur het leger van Duits-Oost-Afrika (tegenwoordig Tanzania) tijdens de Eerste Wereldoorlog.

## Militaire campagne
In april 1916, tijdens de Eerste Wereldoorlog, waren er drie brigades van de Force Publique van Belgisch-Congo onder leiding van Charles Tombeur die Duits-Oost-Afrika binnengedrongen. De noordelijke brigade onder leiding van kolonel Philippe Molitor vertrok vanuit het noorden van het Kivumeer en veroverde Rwanda. Op 9 mei veroverden ze Kigali. Na een lange, moeilijke tocht en zware gevechten in de buurt van de toenmalige hoofdstad Nyanza, gaf koning Yuhi V Musinga van Rwanda zich over aan kolonel Molitor. De zuidelijke brigade onder leiding van luitenant-kolonel Frederik Valdemar Olsen vertrok tussen het Kivumeer en het Tanganyikameer en veroverde Urundi. De troepen van Olsen rukten op naar Usumbura (nu: Bujumbura) en veroverden de stad op 6 juni 1916. 
De derde brigade onder leiding van luitenant-kolonel Moulaert was actief op het Tanganyika-front (nu Tanzania) waar het moest vechten tegen de troepen van generaal Paul von Lettow-Vorbeck. Op 28 juli viel Kigoma, de grootste Duitse basis aan het Tanganyikameer en het eindstation van de spoorlijn die via Tabora naar Dar es Salaam liep. Daarna volgde de slag om Tabora. De strijd werd beslist op 19 september. Kapitein Pieren leidde de spits van de gevechtscolonne en bereikte als eerste Tabora. Hij ontdekte er 129 gevangen soldaten van de Force Publique. Onder hen twee blanken, van wie één erin was geslaagd een Belgische vlag verborgen te houden. Die werd gehesen in plaats van de witte vlag die de Duitsers aan hun hoofdkwartier hadden opgehangen als teken van overgave. De Belgische vlag zou vijf maanden boven Tabora wapperen, tot de stad op 25 februari 1917 werd overgedragen aan het Verenigd Koninkrijk. Het Verenigd Koninkrijk, in Afrika destijds vertegenwoordigd door de Zuid-Afrikaanse Generaal Jan Christian Smuts, liet de Belgen terugtrekken naar Ruanda-Urundi, zogezegd ter verdediging van dat veroverde gebied maar in feite om latere aanspraken van de Belgen op Tanganyika te vermijden.

## Interbellum
Na de Eerste Wereldoorlog, bij het Verdrag van Versailles, werden de Duitse koloniën in Afrika verdeeld over verscheidene landen. België hoopte na de Afrikaanse militaire successen op een fikse gebiedsuitbreiding (het zou ook de Oostkantons krijgen), maar moest zich tevreden stellen met Ruanda-Urundi, ten oosten van Belgisch-Congo. De rapporten van seksueel misbruik, plunderingen en moorden door de Force Publique deden hier geen goed aan en kwamen het Verenigd Koninkrijk goed uit om hun claim op het door Belgen veroverd gebied in Tanganyika kracht bij te zetten. 